# Селфи (телесериал)
«Селфи» (англ. Selfie) — американский телевизионный сериал, созданный Эмили Капнек, с Карен Гиллан в главной роли, который транслировался на ABC в сезоне 2014—2015 годов. Премьера состоялась 30 сентября 2014 года. В центре сюжета находится молодая девушка Элиза Дули, которая имеет 263,000 подписчиков в Instagram и является одержимой своим имиджем в социальных сетях. Она просит гуру маркетинга Генри, чтобы он провел ребрендинг её имиджа и научил её общаться с людьми в реальном мире. Сериал был создан по мотивам классического фильма «Моя прекрасная леди». 7 ноября 2014 года канал объявил о закрытии шоу и снятии с эфира после одного сезона из-за низких рейтингов. Шесть не показанных на телевидении эпизодов впоследствии транслировал Hulu
.

## Производство
В октябре 2013 года ABC купил сценарий пилотного эпизода у Эмили Капнек, двумя годами ранее создавшую для канала ситком «Пригород». Проект описывался как современное переосмысление фильма 1964 года «Моя прекрасная леди». 30 января 2014 года канал дал зелёный свет на съемки пилота, а его режиссёром выступила Джули Энн Робинсон.
Кастинг на основные роли начался в феврале 2014 года. 18 февраля было объявлено, что британская актриса Карен Гиллан будет исполнять главную роль в шоу, тем самым делая свой дебют на американском телевидении. 15 февраля Тим Пепер и Давайн Джой Рэндольф получили роли коллег главной героини, а на следующий день Аллин Рэйчел была утверждена на роль соседки персонажа Гиллан. 6 марта Дэвид Хэрвуд получил роль босса в компании, а 13 марта Джон Чо подписался играть ведущую мужскую роль в пилоте.
8 мая 2014 года, ABC заказал съемки первого сезона сериала для трансляции в телесезоне 2014-15 годов. Заказ сериала произошел после долгих выборов канала между четвёртым сезоном ситкома Эмили Капнек «Пригород», или же запуском новинки.
18 августа, за полтора месяца до премьеры, ABC выпустил пилотный эпизод для онлайн просмотра в интернете.

## Актёры и персонажи

### Основной состав
| Актёр                | Роль           |
| -------------------- | -------------- |
| Карен Гиллан         | Элиза Дули     |
| Джон Чо              | Генри Хиггс    |
| Давайн Джой Рэндольф | Шармоник       |
| Аллин Рэйчел         | Брин           |
| Дэвид Хэрвуд         | Сэм Саперштейн |

### Второстепенный состав
| Актёр               | Роль              |
| ------------------- | ----------------- |
| Эмбер Роуз          | Фит Бритт         |
| Джакомо Джианниотти | Фредди            |
| Брайан Хаски        | Ларри             |
| Дженнифер Хэсти     | Джоан             |
| Наташа Хенстридж    | миссис Саперштейн |